# ادوارد ویلیام لین

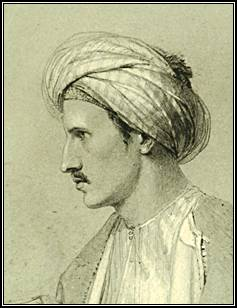
ادوارد ویلیام لین پژوهشگر زبان و ادبیات عربی

ادوارد ویلیام لین (۱۷ سپتامبر ۱۸۰۱، انگلستان - ۱۰ اوت ۱۸۷۶) شرق‌شناس، مترجم و فرهنگ نویس بود. او به دلیل دانشش در مورد زبان عربی و فرهنگ مصر و همچنین به خاطر ترجمه داستان هزار و یک شب و بخشهایی از قرآن شناخته شده‌است.
او همچنین در سفرهایش به مصر گزارش کاملی از بازدیدش از اهرام مصر و محل دفن فراعنه نوشته بود که به چاپ نرسیده بود. این کتاب به نام شرح مصر، اولین بار در سال ۲۰۰۰ چاپ شد و از آن زمان بارها تجدید چاپ شده‌است.

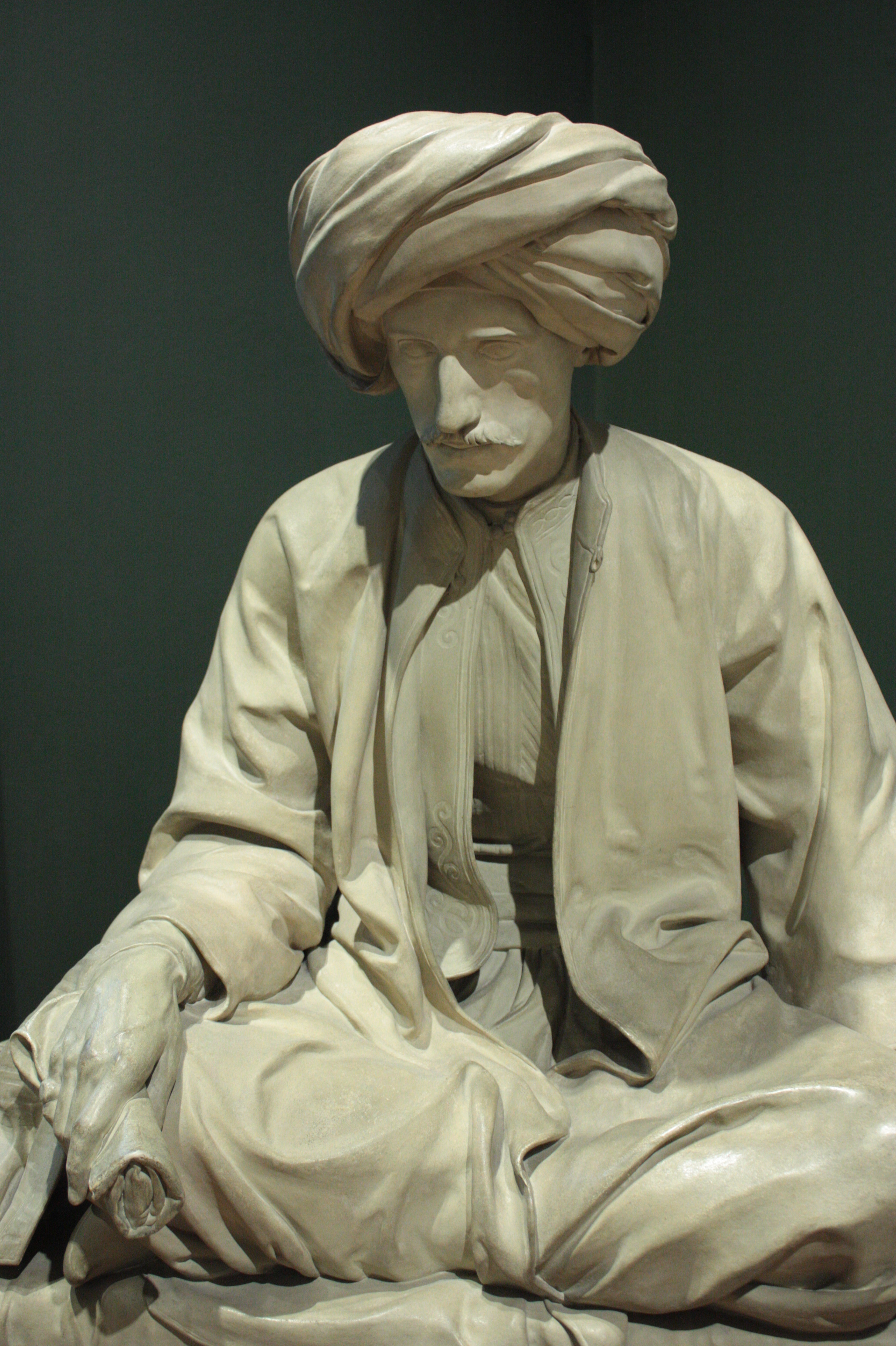
تندیس ادوارد ویلیام لین، سال ۱۸۲۹ میلادی.

## زندگی‌نامه

### تولد و سفر به مصر
ادوارد لین در هرفورد، انگلستان به دنیا آمد. پدرش کشیش تئوپیلوس لین بود و از سمت مادری نتیجه توماس گینزبرا بود. بعد از اینکه پدرش در سال ۱۸۱۴ فوت کرد لین به مدرسه گرامر در بث و سپس هرفورد فرستاده شد. او دارای استعداد خوبی در ریاضیات بود. او سپس به کمبریج فرستاده شد ولی تحصیلات خود را در این دانشگاه نیمه کاره رها کرد و به لندن رفت و در آنجا آموزش کنده کاری دید. اما چون به بیماری سل مبتلا شده بود، به او پیشنهاد شد تا به منطقه گرم‌سیری سفر کند. به همین خاطر سال ۱۸۲۵ به مصر سفر کرد. در مدتی که در مصر بود، زندگی خود را وقف مطالعه در مورد عربی، ادبیات عربی، اسلام، رسوم و سنتهای مصری کرد و به هیبت یک مرد محصل مصری درآمد.

### بازگشت به انگلستان و سفر دوباره به مصر
در سال ۱۸۲۸ به همراه پیش‌نویسی از سفرنامه خود به مصر که همراه با نقاشی‌های وی بود، به انگلستان بازگشت و پس از چندین بار تلاش، موفق شد برای انتشار کتاب خویش، ناشری پیدا کند. البته اصرار داشت در سال ۱۸۳۳ برای تکمیل مشاهدات خود از مصر دوباره به این کشور سفر کرد. در نهایت این کتاب با نام «رسوم و سنت‌های مصریان مدرن» در سال ۱۸۳۶ منتشر شد و در کمال تعجب بسیار پر فروش شد.
از ۱۸۳۸ تا ۱۸۴۰ چندین جلد از ترجمه‌های خود از رمان «هزار و یک شب» منتشر کرد. این دو اثر، دو موفقیت بزرگ برای وی بودند. بعد از انتشار کتابی که ترجمه بخش‌هایی از قرآن بود، تصمیم گرفت یک واژه‌نامه و فرهنگ عربی را ترجمه کند. وی در سال ۱۸۴۲ برای کار کردن بر روی این واژه‌نامه به مصر بازگشت و تا سال ۱۸۴۹ در مصر ماند. در این سال وی به انگلستان بازگشت و این آخرین سفر او به مصر بود.

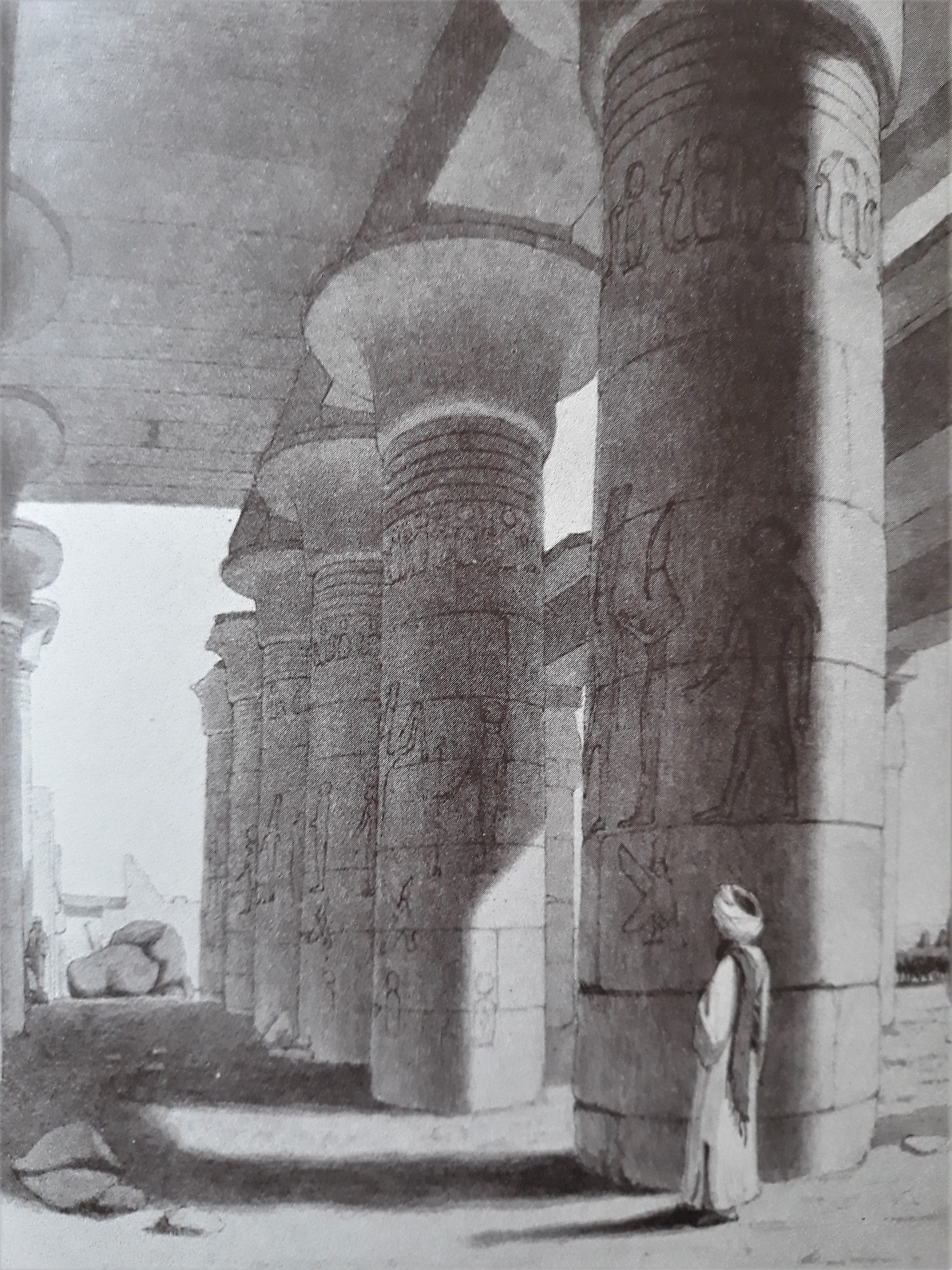
درون مقبره رامسس نقاشی شده توسط ادوارد ویلیام لین.

### کار بر روی واژه‌نامه تا مرگ

صفحهٔ عنوان واژه‌نامه

تا سال مرگ وی در ۱۸۷۶، وی بر روی واژه‌نامه خویش که تا زمان مرگ وی نیز تمام نگردید، کار می‌کرد. واژه‌نامه بعدها توسط برادرزاده‌اش استانلی لین پول، شرق‌شناس و باستان‌شناس انگلیسی تکمیل شد و در سال ۱۸۹۳ منتشر شد.

## واژه‌نامه عربی - انگلیسی ادوارد ویلیام لین
واژه‌نامه عربی - انگلیسی ادوارد ویلیام لین، یکی از اولین و مهم‌ترین واژه‌نامه‌های عربی است که بر اساس بیش از ۱۰۰ منبع و مطالعات میدانی خود نویسنده نوشته شده‌است.
این واژه‌نامه اگر چه در ایران چندان شناخته شده نمی‌باشد، یکی از منابع اصلی مطالعه در مورد زبان عربی است و اسلام‌شناسان و پژوهشگران زبان عربی در ایران از آن به عنوان یکی از منابع خویش یاری می‌گیرند. به تازگی، سازمان غیرانتفاعی و غیردولتی واژه‌نامه فارسی به صورت یک فعالیت گروهی ترجمه این واژه‌نامه را آغاز کرده‌است.

## زندگی شخصی

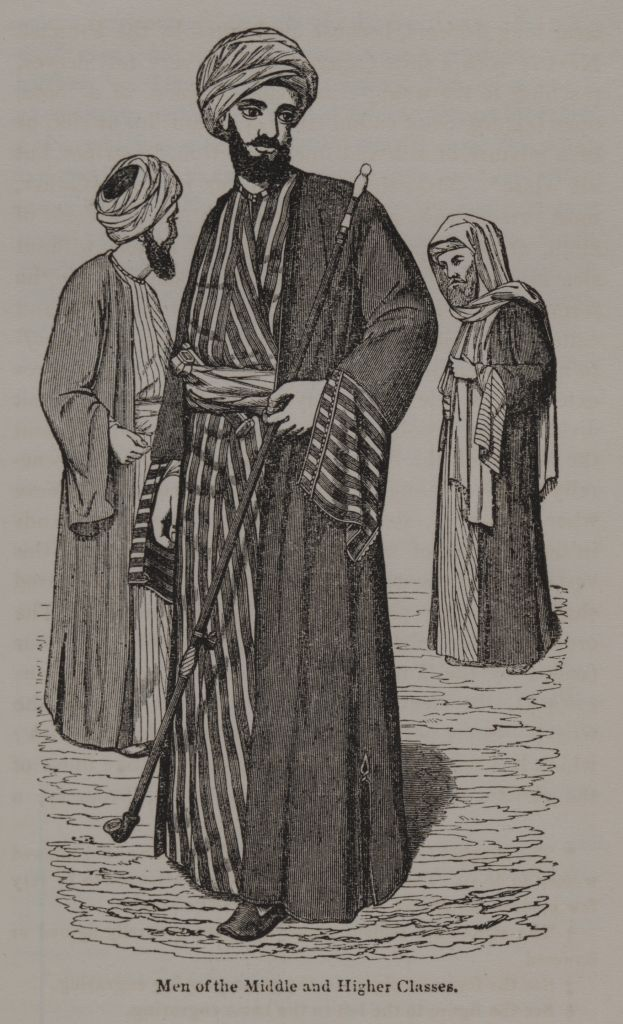
مردی با عبا و عمامه که با دست چپش پیپ گرفته است. پشت سر او مردان دیگری هستند. حکاکی (چاپ).

لین در یک خانواده معروف مستشرق به دنیا آمد. خواهر او سوفیا لین پول یک معلم شرق‌شناس بود. رجینالد استوارت پول و استانلی لین پول شرق شناسان معروف نیز هر دو از اقوام وی بودند. برادر او ریچارد جیمز لین یک کنده کار معروف بود. در سال ۱۸۴۰ لین با نفیسه یک زن یونانی مصری ازدواج کرد که از ۸ سالگی یا به صورت یک برده یا به عنوان شاگرد نزد وی کار می‌کرد و او شخصاً تعلیم داده بود. لین در ۱۰ اوت ۱۸۶۷ از دنیا رفت و در گورستان وست نوروود دفن شد. نوشتارها و نقاشیهای وی در مؤسسه گریفیت در دانشگاه آکسفورد نگهداری می‌شوند.

## آثار
- The Thousand and One Nights, Commonly Called, in England: The Arabian Nights' Entertainments
- Sitten und Gebräuche der heutigen Egypter: Band III به زبان آلمانی
- Arabic English Lexicon
- ترجمه بخش‌هایی از قرآن با نام Selections from the Koran
- An Account of the Manners and Customs of the Modern Egyptians
- Arab Society in the Time of The Thousand and One Nights